# Joely Collins
Joely Collins (ur. 8 sierpnia 1972 w Vancouver) – kanadyjska aktorka.

## Życiorys
Adoptowana córka Philla Collinsa i jego pierwszej żony Andrea Bertorelli. Przyrodnie rodzeństwo Joely Collins to muzyk Simon Collins, z pierwszego małżeństwa Phila Collinsa, Lily Collins z drugiego małżeństwa oraz Nicholas i Matthew Collins – synowie Phila Collinsa z trzeciego małżeństwa.